# آندره ون اس
آندره ون اس (انگلیسی: Andrée van Es؛ زادهٔ ۲۶ ژانویهٔ ۱۹۵۳) سیاست‌مدار اهل پادشاهی هلند است. او در حال حاضر رئیس کمیته یونسکو ملی هلند است. آندره قبل از سال ۲۰۱۴ به عنوان مدیر اجرایی شهر آمستردام از حزب سیاسی چپ سبز (آلدرمن) مشغول به کار بود. وی عضو مجلس نمایندگان از حزب سوسیالیست پاسیفیست و چپ سبز بود.